# Michael Zachrau
Michael Zachrau (* 5. August 1994 in Aschaffenburg) ist ein ehemaliger deutscher Skeletonpilot. Bis 2011 war er im Juniorenbereich im Skispringen aktiv.

## Werdegang
Michael Zachrau stammt aus dem unterfränkischen Frammersbach und betrieb ab 2001 zunächst Skispringen. Er gehörte zum deutschen Nachwuchskader und nahm an internationalen Juniorenwettkämpfen teil. Zu seinen größten Erfolgen zählen dabei ein dritter Rang bei den Deutschen Jugendmeisterschaften 2008, mehrere Siege im Deutschlandpokal, der Sieg im Teamspringen bei den Nordischen Skispielen der OPA 2010 sowie der dritte Rang im Teamspringen beim Europäischen Olympischen Jugendfestival 2011. Im Sommer 2011 wechselte er aufgrund des Abnehmdrucks im Skispringen zum Skeletonsport.
Bereits Ende 2011 gewann Zachrau bei den Deutschen Meisterschaften die Bronzemedaille hinter Alexander Gassner und Maximilian Graßl. Seinen internationalen Einstand gab er im Europacup 2012/13 und fuhr nach Rang 5 bei seinem ersten Start bereits im zweiten Saisonrennen mit Rang 3 auf das Podest. Im Januar 2013 konnte er in Altenberg erstmals ein Europacup-Rennen für sich entscheiden und belegte am Ende der Saison in der Gesamtwertung den fünften Platz. Bei der Deutschen Meisterschaft 2013 wurde er Neunter.
In der Saison 2013/14 ging Michael Zachrau erneut im Europacup an den Start. Er konnte sich in sieben von acht Saisonrennen unter den besten sieben platzieren, darunter zweimal auf dem dritten Rang, und wurde im Gesamtklassement Vierter. Bei den Deutschen Meisterschaften 2014 belegte er den zehnten Platz. Zu Beginn der Saison 2014/15 startete er im Intercontinentalcup, wo er in vier Rennen Plätze zwischen vier und sieben erreichte. Bei den Deutschen Meisterschaften 2015 wurde er Siebter. Anschließend wechselte er in den Europacup und fuhr dort als Dritter einmal auf das Podest. Im letzten Saisonrennen gab er in Sotschi sein Weltcup-Debüt und belegte den 15. Platz. Zur Saison 2015/16 konnte er sich direkt für den Weltcup-Kader qualifizieren und er startete mit zwei achten Rängen in den Winter. Ende 2015 gewann er bei den Deutschen Meisterschaften eine weitere Bronzemedaille.